# Cleopatra (Juan Luna)
Cleopatra, también conocida en algunas publicaciones como La muerte de Cleopatra, es una pintura de 1881 realizada por el pintor filipino Juan Luna. Representa la muerte de Cleopatra, faraona de Egipto, tras la mordedura de una víbora áspid. Se encuentra en el Museo del Prado en Madrid (España).

## Historia
La pintura fue medalla de plata durante la Exposición Nacional de Bellas Artes de Madrid en 1881. Este certamen se convirtió en la primera exposición de Luna, gracias a la que recibió una beca en el Ayuntamiento de Manila. Después del certamen, Luna vendió la obra por 5.000 pesetas, el precio más alto pagado por un cuadro hasta el momento. 
Como "obra de graduación" de Luna, Cleopatra fue adquirida por el gobierno español por mil duros. El cuadro se encuentra en el Museo del Prado, figurando su adquisición por el Estado desde 1881, aunque fue inventariado en el Museo de Arte Moderno desde 1896 a 1971.
Un estudio de la pintura se vendió por 9,3 millones de pesos filipinos en una subasta de Subastas Salcedo en marzo de 2019.